# PVR Cinemas
Les PVR Cinema (Priya Village Roadshow) est l'un des plus grands exploiteurs cinématographique en Inde. La compagnie a commencé en participation avec Priya Exhibitors Private Limited et Village Roadshow.
À partir de 2009, PVR a un total de 106 écrans dans 26 multisalles à travers l'Inde.

## Établissement

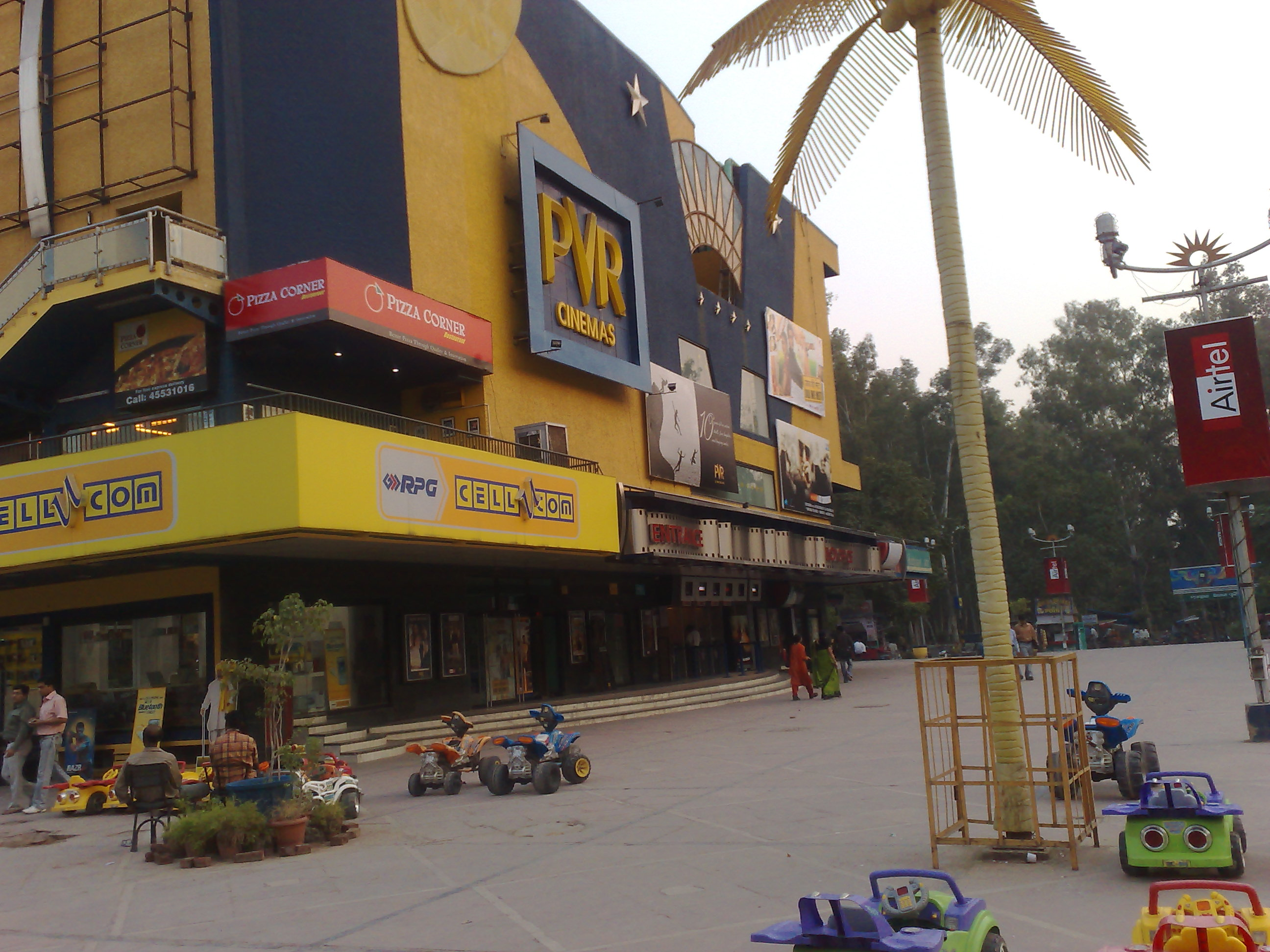
PVR de Vikaspuri

### Delhi
- PVR Priya, Vasant Vihar (1 écran)

### Faridabad
- PVR Faridabad, Crown Plaza Mall (2 écrans)

### Ghaziabad
- PVR East Delhi Mall, Kaushambi (3 écrans)
- PVR Ghaziabad, Opulent Mall,(3 écran) (sous construction)

### Gurgaon
- PVR Ambience Mall (7 écrans)
- PVR Sahara Mall (2 écrans)
- PVR Gurgaon, MGF Metropolitan Mall (7 écrans)

### Aurangâbâd,Maharashtra
- PVR Aurangabad (3 écrans)

### Allâhâbâd
- PVR Allahabad (4 écrans)

### Chandigarh
- PVR Chandigarh, Centra Mall (4 écrans)

### Hyderabad
- PVR Hyderabad, The Central Mall (5 écrans)

### Latur,Maharashtra
- PVR Latur (3 écrans)

### Bombay
- PVR Juhu, Dynamix Mall (5 écrans)
- PVR Mulund, Nirmal Lifestyle (6 écrans)
- PVR Goregaon, Oberoi Mall (6 écrans)
- PVR Phoenix Mills, Lower Parel (7 écrans)

### Vadodara,Gujarat
- PVR Deep (3 écrans), Vadodara

### Bangalore
- PVR Bangalore (11 écrans)

### Chennai
- PVR Chennai

### Raipur
- PVR Raipur, Megneto (4 écrans)

## Salle(s) à venir

### Penjab (Inde)

#### Amritsar
- Maiden Mall  (5 écrans)
- Celebration Mall (4 écrans)
- Maiden Mall (5 écrans)

#### Autres
- The Development, Jalandhar (4 écrans)
- Silver Arc Mall, Ludhiana (3 écrans)
- Bathinda (4 écrans)
- Celebration Mall, Khanna (4 écrans)

### Madhya Pradesh

#### Indore
- Treasure Island Mall (5 écrans)

### Uttar Pradesh

#### Lucknow
- Sahara Ganj (4 écrans)

#### Allâhâbâd
- Vinayak City Center Mall (4 écrans avec 1000 places)

#### Autres
- Majestic Stadia, Jodhpur, Rajasthan (4 écran)
- World Trade Park, Jaipur, Rajasthan (5 écrans)
- Orion Mall, Brigade Gateway, Bangalore, Karnataka (11 écrans)

## Films distribués
- 2013 : Avant l'aube